# Bunuri mobile din domeniul carte veche și manuscris clasate în patrimoniul cultural național al României aflate în județul Vrancea
Acestă listă conține bunurile mobile din domeniul carte veche și manuscris clasate în Patrimoniul cultural național al României aflate la momentul clasării în județul Vrancea.

## Fond
| Foto | Informații generale                                                     | Detalii tehnice | Descriere | Deținător                                         | Legături |
| ---- | ----------------------------------------------------------------------- | --- | --------- | ------------------------------------------------- | -------- |
|      | Ceaslov                                                                 | Școală: Tipografia Mitropoliei Moldovei Dimensiuni: 29x20x5 cm Material: hârtie                                                          |           | Biblioteca Județeană „Duiliu Zamfirescu”, Focșani | Cimec    |
|      | Istoria noului testament                                                | Școală: Tipografia Mitropoliei Moldovei Dimensiuni: 23x18,5x3 cm Material: hârtie                                                        |           | Biblioteca Județeană „Duiliu Zamfirescu”, Focșani | Cimec    |
|      | Carte folositoare de suflet                                             | Școală: Tipografia Mitropoliei Moldovei Dimensiuni: 21x14,7x2 cm Material: hârtie                                                        |           | Biblioteca Județeană „Duiliu Zamfirescu”, Focșani | Cimec    |
|      | Sfintele și dumnezeieștile Liturghii Autor: Ioan Bart - tipograf, Sibiu | Datare: 1827 Școală: Imprimată în tiparnița lui Ioan Bart cu aprobarea guvernului austriac Dimensiuni: 22,5 x 18 x 3 cm Material: hârtie |           | Biblioteca Județeană „Duiliu Zamfirescu”, Focșani | Cimec    |